# Dự án cầu Cát Lái
Cầu Cát Lái là cây cầu bắc qua sông Đồng Nai, nối thành phố Thủ Đức, Thành phố Hồ Chí Minh với huyện Nhơn Trạch, tỉnh Đồng Nai. Được đề xuất vào tháng 1 năm 2020, dự kiến hoàn thành vào năm 2025 để giảm bớt tình trạng ùn tắc giao thông tại phà Cát Lái và đáp ứng sự phát triển nhanh chóng của huyện Nhơn Trạch.

## Thông số kĩ thuật
Dự kiến cầu có tổng chiều dài là 4,5 km. Đây là công trình đô thị chủ yếu, dành cho 6 làn cơ giới và 2 làn hỗn hợp với vận tốc 80 km/giờ; mặt cắt ngang đường 60 m. Cầu được dự kiến xây dựng sau năm 2020.
Dự án cầu Cát Lái cũng bị lấn cấn dự án cao tốc Bến Lức – Long Thành và đường vành đai 3, vì lẽ dự án cao tốc này đi băng qua huyện Nhơn Trạch và Long Thành và cũng sẽ có các nút giao cầu vượt, nhánh rẽ kết nối xuống hai huyện này (Cầu Nhơn Trạch, Cầu Phước Khánh). Bản thân tỉnh Đồng Nai đang xúc tiến mạnh việc kết nối tuyến tỉnh lộ 25B từ huyện Nhơn Trạch ra cao tốc Thành phố Hồ Chí Minh - Long Thành - Dầu Giây và khi hai tuyến cao tốc này nối kết với nhau thì cầu Cát Lái sẽ trở nên dư thừa.
Một yếu tố khác, cầu Cát Lái xây dựng quá gần cụm cảng Tân Cảng - Cát Lái - Phú Hữu. Cùng lúc Thành phố Hồ Chí Minh và tỉnh Đồng Nai đang triển khai xây dựng nhanh các cảng biển, cảng đường thủy nội địa từ phà Cát Lái hiện hữu lên phía thượng lưu giáp cầu Đồng Nai. Như vậy, trong thời gian ngắn tới tuyến sông Đồng Nai sẽ là tuyến đường sông nhộn nhịp với mật độ tàu bè rất cao và chủ yếu là tàu lớn. "Cầu Cát Lái, dù có trụ chống va, cao trên 50 m vẫn là vật cản dòng chảy của tàu biển, tàu sông trên đoạn này" - một chuyên gia tư vấn cầu đường cho biết.